# Джаред Коен
Джаред Коен (англ. Jared Cohen; нар. 24 листопада 1981, Вестон, Коннектикут, США) — засновник і директор наукового центру Jigsaw (раніше Google Ideas), письменник, журналіст, громадський діяч.

## Кар'єра
Закінчив Стенфордський університет (бакалавр) і Оксфордський університет (магістр), де отримував стипендію Родса.
2006—2010 — член штабу Державного секретаря США з планування політики та довірений радник Кондолізи Райс і Гілларі Клінтон.
Згодом — помічник старшого наукового співробітника в Раді з міжнародних відносин (англ. Council on Foreign Relations).
2013 року був названий одним із сотні найвпливовіших людей у світі за версією журалу «Тайм».
Є також членом ради директорів корпорації SFX Entertaiment і членом консультативної ради директорів Національного антитерористичного центру США.
Є дописувачем видань «The Wall Street Journal», «Foreign Affairs», «Policy Review», «SAIS Review», «Hoower Digest», «The Washington Post», «The International Herald Tribune».

## Книги
Є автором книжок «Діти Джихаду» (Children of Jihad), «Сто днів тиші» (One Hundred Days of Silence), співавтором Еріка Шмідта по бестселеру «Новий цифровий світ. Як технології змінюють державу, бізнес і наше життя», який вийшов також в українському перекладі.

## Особисте життя
Живе з дружиною в Нью-Йорку.